# Anna Sturmfels
Anna Sturmfels (* 5. Januar 1883 in Bensheim; † 13. April 1967 in Gevelsberg) war eine deutsche Mathematikerin und Lehrerin, die als eine der wenigen Frauen in Deutschland vor 1920 in Mathematik promoviert wurde.

## Leben
Anna Sturmfels arbeitete nach dem Besuch einer höheren Mädchenschule in Bensheim zunächst in der Kurverwaltung von Bad Nauheim, bevor sie 1909 in Mainz am Großherzoglichen Realgymnasium das Abitur bestand. Anschließend begann sie im Herbst 1909 an der Universität Gießen ein Studium, das sie 1912 an der Universität Marburg fortsetzte und mit einem Staatsexamen und einer Lehrbefähigung für Mathematik und Physik sowie Deutsch abschloss. Anschließend war sie als Lehrerin an einer höheren Mädchenschule tätig. Aufgrund einer Anregung von Moritz Pasch, bei dem sie in Gießen Vorlesungen gehört hatte, reichte sie 1915 ihre Dissertationsschrift Nachprüfung der Lehre von den Ebenen in Paschs Vorlesungen über neuere Geometrie an der Universität Marburg ein. Der Mathematiker Kurt Hensel unterstützte sie im Promotionsverfahren. Nach der Britin Jessie Cameron promovierte sie im Herbst 1915 als zweite Frau in Mathematik an der Universität Marburg. Anschließend ging sie wieder in den Schuldienst. 1931 wurde sie Studienrätin und 1948 in Gevelsberg pensioniert.